# Almind Sø
Almind Sø är en sjö på Jylland i Danmark.   Den ligger i Silkeborgs kommun och Region Mittjylland, 190 km väster om Köpenhamn. Almind Sø ligger 21 meter över havet och arean är 0,53 kvadratkilometer. Den sträcker sig 0,8 kilometer i nord-sydlig riktning, och 1,1 kilometer i öst-västlig riktning. Den avvattnar till Gudenå via sjön Vejlsø.